# 카오스 건담
카오스 건담(영어: Chaos Gundam, 일본어: カオスガンダム)은 TV 애니메이션 《기동전사 건담 SEED DESTINY》에 등장하는 모빌 슈트(MS)로 분류되는 가공의 유인 조종식 인간형 로봇 병기이다. 스페이스 콜로니 국가 "플랜트"의 군사 조직인 "자프트"가 개발한 시제 모빌 슈트(MS)들인 "세컨드 스테이지 시리즈" 중 1기이다. 기체를 앞으로 구부려 다리와 발톱을 전개한 고속 이동 형태인 모빌 아머(MA) 형태로 변형되는 가변형 모빌 슈트(TSM)이다. 또한 등부분에 2기의 기동병장 포드를 갖추고 있으며, 프로비던스 건담의 드라군처럼 분리시켜서 원격 조작을 할 수 있다. "카오스"는 그리스 신화에 등장하는 현초신이며, 영어로 "혼돈(混沌)"을 의미한다. 미디어나 관련 상품에서는 "카오스 건담"이라고 호칭되지만, 《기동전사 건담 SEED DESTINY》 작품 내에서는 다른 건담 타입의 모빌 슈트와 마찬가지로 "건담"을 생략하고 "카오스"라고 호칭된다.
메카닉 디자인은 오오카와라 쿠니오가 담당하였다.

## 같이 보기
- 건담 시리즈의 병기 목록
- 기동전사 건담 SEED DESTINY